# Oneohtrix Point Never
Daniel Lopatin (Massachussets, 25 de julho de 1982) é um músico eletrônico, compositor e produtor estadunidense que grava sob o pseudônimo de Oneohtrix Point Never. O primeiro reconhecimento que Lopatin recebeu foi pela coletânea musical de 2009, Rifts, uma coleção de material gravado com o uso de sintetizador ao longo de vários anos. Ele recebeu, mais tarde, aclamação pelos seus trabalhos seguintes, incluindo os álbuns Returnal (2010) e Replica (2011), além de uma série de colaborações. Em 2013, assinou com a gravadora britânica de música experimental Warp Records e lançou seu sexto álbum de estúdio, R Plus Seven. Seu último álbum, Garden of Delete, foi lançado em 2015.
Daniel Lopatin, em 2010, lançou o cassete Chuck Person's Eccojams Vol. 1, frequentemente sendo creditado como o pioneiro no gênero conhecido como vaporwave, e formou a dupla de synthpop Ford & Lopatin com seu amigo e colaborador Joel Ford.

## Discografia
Álbuns de estúdio
- Betrayed in the Octagon (2007, Deception Island)
- Zones Without People (2009, Arbor)
- Russian Mind (2009, No Fun)
- Returnal (2010, Editions Mego)
- Replica (2011, Software)
- R Plus Seven (2013, Warp)
- Garden of Delete (2015, Warp)
- Age Of (2018, Warp)